# والتر أبوت (لاعب كرة قدم)
والتر أبوت (بالإنجليزية: Walter Abbott)‏ (1 يناير 1899 ببرمنغهام في المملكة المتحدة - ) هو لاعب كرة قدم بريطاني (وحمل سابقاً جنسية المملكة المتحدة لبريطانيا العظمى وأيرلندا) في مركز مهاجم داخلي. لعب مع غريمسبي تاون ونادي تشيسترفيلد ونادي تاموورث ونادي ووستر سيتي وRedditch United F.C. ‏ وOakengates Athletic F.C. ‏.